# ماديسون (إلينوي)
ماديسون (بالإنجليزية: Madison, Illinois)‏ هي مدينة تقع في الولايات المتحدة في إلينوي. يقدر عدد سكانها بـ 3,891 نسمة .

## التركيبة السكانية
حدّد مكتب تعداد الولايات المتحدة بيانات التركيبة السكانية لماديسون في تعداد الولايات المتحدة. في ما يلي، التركيبة السكانية حسب تعدادي 2000 و2010.

### تعداد عام 2000
بلغ عدد سكان ماديسون 4,545 نسمة بحسب تعداد عام 2000، وبلغ عدد الأسر 1,881 أسرة وعدد العائلات 1,117 عائلة مقيمة في المدينة. في حين سجلت الكثافة السكانية 100.1 نسمة لكل كيلومتر مربع (259.3/ميل2). وبلغ عدد الوحدات السكنية 2,322 وحدة بمتوسط كثافة قدره 51.1 لكل كيلومتر مربع (132.3/ميل2).
وتوزع التركيب العرقي للمدينة بنسبة 55.36% من البيض و42.13% من الأمريكيين الأفارقة و0.29% من الأمريكيين الأصليين و0.11% من الأمريكيين ذوي الأصول الآسيوية و0.02% من سكان جزر المحيط الهادئ و0.92% من الأعراق الأخرى و1.17% من عرقين مختلطين أو أكثر و1.96% من الهسبانيون أو اللاتينيون من أي عرق.
بلغ عدد الأسر 1,881 أسرة كانت نسبة 34.3% منها لديها أطفال تحت سن الثامنة عشر تعيش معهم، وبلغت نسبة الأزواج القاطنين مع بعضهم البعض 31.2% من أصل المجموع الكلي للأسر، ونسبة 22% من الأسر كان لديها معيلات من الإناث دون وجود شريك،  بينما كانت نسبة 6.2% من الأسر لديها معيلون من الذكور دون وجود شريكة وكانت نسبة 40.6% من غير العائلات. تألفت نسبة 34.9% من أصل جميع الأسر من عدة أفراد يعيشون في نفس المنزل ونسبة 14.7% كانت تتألف من شخص يعيش بمفرده يبلغ من العمر 65 عاماً أو أكثر. وبلغ متوسط حجم الأسرة المعيشية 2.42، أما متوسط حجم العائلات فبلغ 3.13.
بلغ العمر الوسطي للسكان 33.8 عاماً. وكانت نسبة 29.8% من القاطنين تحت سن الثامنة عشر، وكانت نسبة 8.6% بين الثامنة عشر والرابعة والعشرين عاماً، ونسبة 26.8% كانت واقعةً في الفئة العمرية ما بين الخامسة والعشرين والرابعة والأربعين عاماً، ونسبة 19.2% كانت ما بين الخامسة والأربعين والرابعة والستين، ونسبة 15.5% كانت ضمن فئة الخامسة والستين عاماً فما فوق. يوجد لكل 100 أنثى 96.0 ذكر، ويوجد لكل 100 أنثى في الثامنة عشر من عمرها فما فوق 88.4 ذكر.
بلغ متوسط دخل الأسرة في المدينة 24,828 دولارًا، أما متوسط دخل العائلة فبلغ 29,926 دولارًا. وكان متوسط دخل الذكور 27,363 دولارًا مقابل 21,250 دولارًا للإناث. وسجل دخل الفرد الخاص بالمدينة 13,090 دولارًا. وكانت نسبة 19.6% من العائلات ونسبة 24% من السكان تحت خط الفقر، وكان من هؤلاء نسبة 35.6% تحت سن الثامنة عشر ونسبة 12% في الخامسة والستين من العمر وما فوق.

### تعداد عام 2010
بلغ عدد سكان ماديسون 3,891 نسمة بحسب تعداد عام 2010، وبلغ عدد الأسر 1,573 أسرة وعدد العائلات 925 عائلة مقيمة في المدينة. في حين سجلت الكثافة السكانية 85.7 نسمة لكل كيلومتر مربع (222.0/ميل2). وبلغ عدد الوحدات السكنية 1,894 وحدة بمتوسط كثافة قدره 41.7 لكل كيلومتر مربع (108.0/ميل2).
وتوزع التركيب العرقي للمدينة بنسبة 39.68% من البيض و55.54% من الأمريكيين الأفارقة و0.23% من الأمريكيين الأصليين و0.15% من الأمريكيين ذوي الأصول الآسيوية و0.08% من سكان جزر المحيط الهادئ و1.62% من الأعراق الأخرى و2.70% من عرقين مختلطين أو أكثر و3.55% من الهسبانيون أو اللاتينيون من أي عرق.
بلغ عدد الأسر 1,573 أسرة كانت نسبة 34.6% منها لديها أطفال تحت سن الثامنة عشر تعيش معهم، وبلغت نسبة الأزواج القاطنين مع بعضهم البعض 23.8% من أصل المجموع الكلي للأسر، ونسبة 28.7% من الأسر كان لديها معيلات من الإناث دون وجود شريك،  بينما كانت نسبة 6.3% من الأسر لديها معيلون من الذكور دون وجود شريكة وكانت نسبة 41.2% من غير العائلات. تألفت نسبة 34.5% من أصل جميع الأسر من عدة أفراد يعيشون في نفس المنزل ونسبة 13% كانت تتألف من شخص يعيش بمفرده يبلغ من العمر 65 عاماً أو أكثر. وبلغ متوسط حجم الأسرة المعيشية 2.45، أما متوسط حجم العائلات فبلغ 3.18.
بلغ العمر الوسطي للسكان 35.2 عاماً. وكانت نسبة 27.3% من القاطنين تحت سن الثامنة عشر، وكانت نسبة 10.4% بين الثامنة عشر والرابعة والعشرين عاماً، ونسبة 23.8% كانت واقعةً في الفئة العمرية ما بين الخامسة والعشرين والرابعة والأربعين عاماً، ونسبة 26.8% كانت ما بين الخامسة والأربعين والرابعة والستين، ونسبة 11.7% كانت ضمن فئة الخامسة والستين عاماً فما فوق. وتوزع التركيب الجنسي للسكان بنسبة 48.2% ذكور و51.8% إناث.

## أعلام
- جورج بيكر
- دوني فريمان
- تشارلز ويليس لان
- لاري فيرغسون
- موريس بيكر